# 7356 Casagrande
7356 Casagrande (1995 SK5) là một tiểu hành tinh vành đai chính.